# Карлскрон
Карлскрон (нім. Karlskron) — громада в Німеччині, розташована в землі Баварія. Підпорядковується адміністративному округу Верхня Баварія. Входить до складу району Нойбург-Шробенгаузен.
Площа — 38,45 км2. Населення становить 4963 ос. (станом на 31 грудня 2020).